# أطلس (أسطورة)
أطلس هو إله معبود في الأساطير الإغريق، يشتهر بحمله قبة السماء على كتفيه، وهو أحد الجبابرة الأقوياء كأوقيانوس وكريوس وكرونوس وغيرهم، حسب أساطير الإغريق فهو ابن العملاق ايبتوس والحورية كلايموني، يقول البعض الآخر أن أمه كانت حورية اسمها آسيا.
كان لأطلس ثلاثة إخوة بروميثيوس، إبيمثيوس، ومينيوتيوس، كما كان له عديد من زوجات، وله ثمانية بنات كاليبسو والثرياث السبع (ألسيون، أستيروب، إلكترا، كاليانو، تايجيت، مايا، ميروب) من زوجته مليار الحورية. ومن الحورية ايثرا أنجب هياديس وابنه الذكر الوحيد حياس.
اصطف أطلس مع كرونوس والجبابرة في الحرب ضد الأولمبيون الاثنا عشر فيما عرف بحرب الجبابرة وجزاءً لذلك عاقبه زيوس بعد نهاية الحرب بأن حكم عليه بحمل قبة السماء على كتفيه وليس الأرض بكاملها كما يعتقد الكثير.

## التسمية
اسم أطلس يعود للغات ما قبل اليونانية ولكن الإغريق والرومان اعتقدوا أنه مشتق من جذر يوناني لكلمة تعنى «شديد التحمل».

## محاولات لتفسير الاسم
يعتقد أن جزيرة أطلنطس المفقودة فقد أخذت اسمها عن هذا الإله، ويعتقد البعض أن جبال أطلس  مسماة باسم إغريقي باعتبار أن أطلس اسما إغريقيا، ويذكر أن أطلس قد تحول إلى سلسلة جبال الأطلس حسب الأسطورة،   في حين يرى البعض خارج سياق الأساطير أن أطلس قد يكون تحريفا للاسم كما يشير أيضا أحد الباحثين المهتمين بالأساطير الأمازيغية «حفيظ خضيري» أن كلمة أطلس كلمة محضة ذات علاقة مع الظواهر الطبيعية وهي كلمة مركبة بالنطق الأمازيغي "antel+as" أي مقبرة الشمس، وقديما كان البشر يعبدون الشمس ويعتقدون أنها تعود إلى المغرب كموطن يدعى مملكة الموت، أو أرض الله /amur uyakuch.
ويذهب الدكتور «أحمد الهاشمي» أستاذ الطوبونيميا بجامعة ابن زهر بالمغرب إلى احتمال أن يكون أطلس أصله «أدلاس» الذي يجمع في صورة «تيدلاس» التي تنجز في صورة «تيلاّس» أي الظلمات، وذلك بالمماثلة الصوتية بين الدال واللام وإدغامهما؛ فيكون معنى صيغة «أدلاس» المظلم، وهذا مايفسر تسمية الجغرافيين العرب القدماء المحيط الأطلسي ببحر الظلمات.
أما تسمية الجبال التي تمتد من المغرب إلى الجزائر وتونس بجبال أطلس فسببها حسب هذا التفسير أن هذه الجبال تنتهي منحدرة نحو مياه المحيط الأطلسي.
أما أساطير الإغريق حول أطلس فإنما تعكس مايحكى لهم عن عجائب بلاد الأمازيغ والإغريق، ومنها جبال أطلس الشامخة، وخاصة قمم أطلس الكبير التي تعانق قبة السماء، ولاترى أبدا في ذلك الزمان لأنها كانت مقر الثلوج الدائمة وتغطيها باستمرار سحب كثيفة ناتجة عن كثافة هذه الثلوج، والرحالة الذين يتحدثون عن معاينتهم للمنطقة تؤكد ماقلناه، وتسميته أمازيغية محضة. كما أن المحيط الأطلسي يربط أيضا باسم أطلس وجبال أطلس وجزيرة أطلنتيس المفقودة، كما أن القمر أطلس قد سمي نسبة لهذا الإله الذي برز في الأساطير الإغريقية.

## علم الأساطير

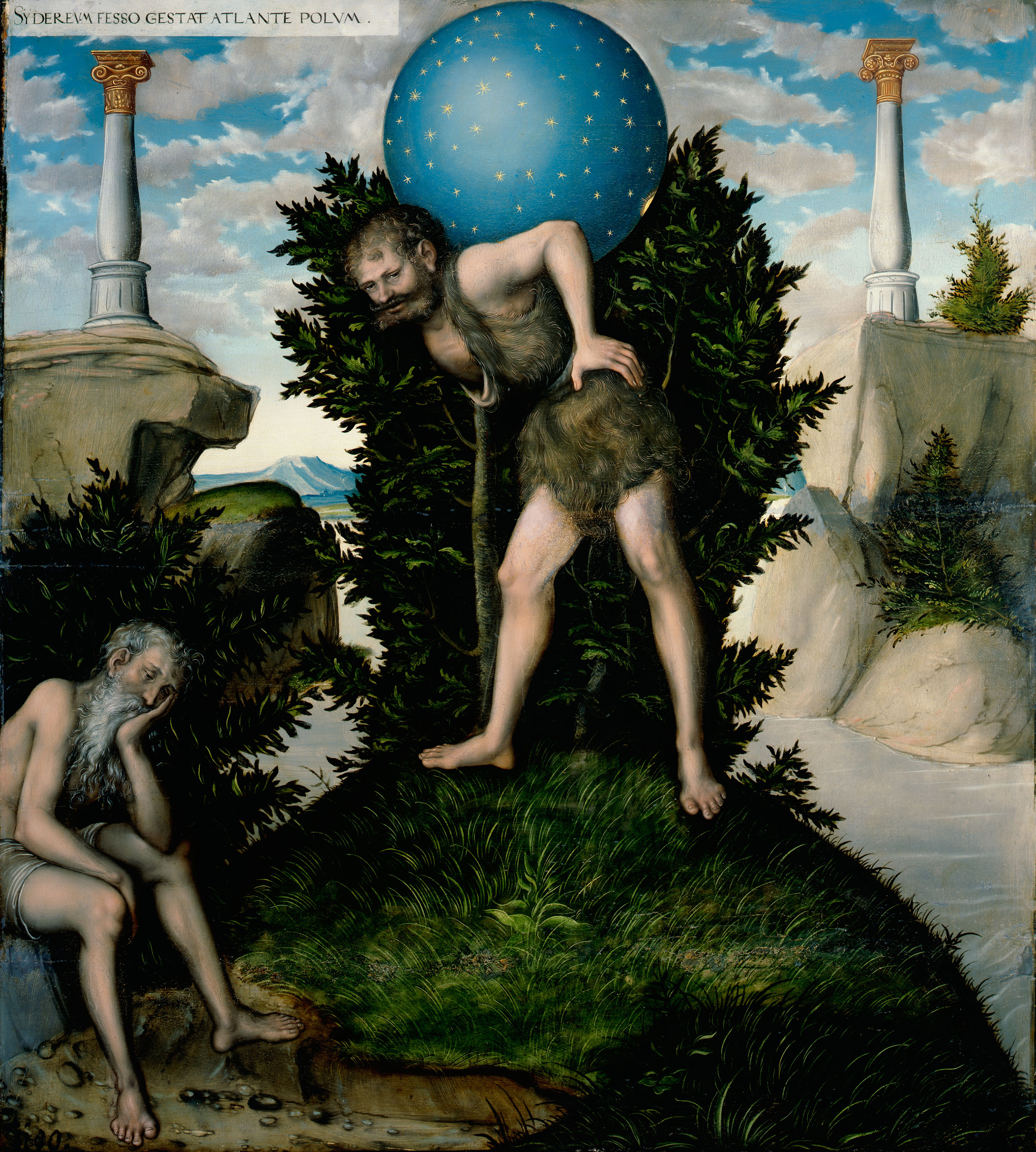
هذه اللوحة بعنوان "هرقل وأطلس" (Herkules und Atlas) رسمها الفنان الألماني لوكاس كراناخ الأكبر بعد عام 1537، وتُعرض حاليًا في متحف هيرتسوغ أنتون أولريش في ألمانيا.

### ولادته
وفقا لهسيودوس، فإن أطلس حفيد أورانوس وغايا من ابنهم العملاق ايبتوس وزوجته الحورية كلايموني، يقول البعض الأخر أن أمه كانت حورية أخرى اسمها آسيا. كان لأطلس ثلاثة اخوة أشقاء بروميثيوس، إبيمثيوس، ومينيوتيوس

### حياته
عندما شنّ زيوس حرباً على والده كرونوس عم أطلس بالتعاون مع أشقائه وأخواته (هيستيا وديميتر وهيرا وهاديس وبوسيدون) فيما عرف بحرب الجبابرة، وقف أطلس إلى جانب عمه والجبابرة في حين وقف أخوه بروميثيوس وبنته تيميس مع زيوس ضد الجبابرة، كان لأطلس كقائد دور بارز في الحرب التي دامت عشر سنوات حتى انتصر زيوس والأولمبيين، فسجن زيوس الجبابرة في تارتاروس، وعيِن الهيكاتونخيريس حارساً على السجن، وعوقب أطلس بأن يحمل السماء طيلة حياته.

### زوجاته وأولاده
تزوج أطلس بالحورية بليون، وأنجب معها ثمانية بنات كاليبسو وألسيون، أستيروب، إلكترا، كاليانو، تايجيت، مايا، ميروب، ثم تزوج من الحورية ايثرا وأنجب منها أنثى هياديس وابنه الذكر الوحيد حياس.

## الملك أطلس الموريطاني وإله أطلس الجبار إغريقي
يختلف الإله أطلس الجبار الإغريقي عن أطلس الموريطاني في النسب، فالأول حفيد أورانوس وغايا من ابنهم العملاق إيبتوس وزوجته الحورية كلايموني، بينما أطلس الموريطاني ابن الإله بوسيدون وامرأة بشرية فانية اسمها كليتو (بالاتينية:Cleito)، وبوسيدون حسب الأساطير اليونانية القديمة هو ابن الجبارين كرونوس وريا، وشقيق زيوس وهاديس.
عرف أطلس الموريطاني بكونه أول ملك لمملكة موريطنية، وقد عينه أبوه بوسيدون ملكا على أطلنتس التي سميت على اسمه، وكذلك البحر المحيط بها الذي سمي بالمحيط الأطلسي.

## أطلس في الثقافة

الأطلس البرونزي الضخم لي لوري، مركز روكفلر، نيويورك.

### في المعمار
الصورة الأكثر انتشارًا لأطلس في الهندسة المعمارية اليوم، تتمثل في المنحوتات والتماثيل التي تلعب دورًا زخرفيًا جماليا أو وظيفيًا في دعم تداخل المبنى أو الشرفة أو الكورنيش، إلخ... والتي قد تحل محل عمود أو أعمدة. أقدم منحوته لأطلس تحمل اسم أطلس فارنيس وتعود للعصر الروماني، وبتحديد منتصف القرن الثاني قبل الميلاد وتوجد في متحف نابولي الوطني للآثار.
في عصر النهضة صور فرانشيسكو دي جورجيو في أحد نقوشه أطلس كفلكي يتحكم في مسار النجوم، ليوجد أطلس فيما بعد ضمن كتاب تنبؤات لنوستراداموس.

### عملات
وضع أطلس في أوراق فئة محددة من عملة النمسا، وعملة بلجيكا من فئة الألف في فترة بين 1961-1977.

### في الأدب
تحمل رابع وأطول رواية من تأليف آين راند الصادرة سنة 1957 اسم حينما هز أطلس كتفيه،  وهي رواية مصنفة ضمن الخيال العلمي والغموض والرومانسية. كذالك رواية وليام تانر فولمان الصادرة سنة 1996 التي تحمل اسم ذا أطلس. وكذا كتاب الصور لجيرارد ريختر الصادر سنة 2006 والمسمى أطلس.

### في الإنتاج السمعي البصري
استعمل اسم أطلس لتسمية العديد افلام وأغاني وألبومات،  كفيلم سحابة الأطلس،  وفيلم أطلس صادر سنة 2018، وألبومات أغاني باسم أطلس. كما حملت شركات مختصة في إنتاج الفني وسنيمائي اسم أطلس كشركة أطلس للترفيه.

### في ألعاب الفيديو
حملت الكثير من ألعاب الفيديو اسم أطلس منها أطلس (لعبة فيديو) وأطلس (لعبة فيديو لسنة 1995). وقد جسدت العبة الشهيرة اله الحرب والتي تقع أحداثها في اليونان القديمة، الاله أطلس التايتن في أجزاء الأول وسلاسل الأولمبوس وإله الحرب 2.

### في مجال التكنولوجي
استخدم اسم أطلس فأطلق على واحد من أوائل الحواسيب الفائقة، أطلس (حاسوب) وقد اعتبر سنة 1962 أقوى حاسوب عامل. أيضا على روبوت ذو قدمين، أطلس (روبوت) طورته في شركة بوسطن ديناميكس.

### في علم الأحياء
سميت أول فقرة عنقية مما يلي الرأس بفقرة أطلس تيمناً بأطلس، وذلك لأنها تحمل رأس الإنسان.

### في الفضاء
- أطلق اسم أطلس على مذنب اكتشف في 28 ديسمبر 2019 يبلغ حجمه خمسة أضعاف حجم المشتري ونحو نصف حجم الشمس[40] ويزور النظام الشمسي مرة كل 5519 سنة.[41] كما يشير اسم أطلس لنظام مسح فلكي روبوتي ونظام إنذار مبكر لاكتشاف الأجسام الصغيرة القريبة من الأرض قبل أسابيع قليلة إلى أيام من اصطدامها بالأرض.[42]
- سمي أول صاروخ باليستي عابر للقارات (ICBM) طورته الولايات المتحدة بأطلس (SM-65) وكذالك على نسخ المنتجة بعده والتي تنتمي لنفس العائلة ك (SM-65D Atlas) و(Atlas LV-3C) و(Atlas IIIA) وأطلس 5.

### في الرياضة
سمية تيمنا بأطلس فرق كرة قدم في كل من ألمانيا أطلس دلمنهورست وأرجنيتين نادي أتليتكو أطلس ومكسيك نادي أطلس فوتبول.

### في مجال النقل

#### الجوي
- آرمسترونغ ويتوورث أطلس كانت أول طائرة من نوع طائرة ثنائية السطح ذات محرك واحد، تخدم مع سلاح الجو الملكي البريطاني.
- (إيه 400 إم أطلس) طائرة شحن عسكرية من إنتاج شركة إيرباص.
- تحمل شركة شحن جوي أمريكية، اسم طيران أطلس.

#### سيارات
- يطلق اسم أطلس على سلسلة من محركات تستخدم في سيارات همر إتش 3 واسيزو أصاندر، شيفروليه كولورادو، صاب 9-7X.
- نيسان أطلس عبارة عن سلسلة من شاحنات النقل والمركبات التجارية الخفيفة المصنعة من قبل نيسان.
- فولكس فاجن أطلس هي سيارة كروس أوفر متوسطة الحجم من صنع شركة فولكس فاجن الألمانية في مصنع تشاتانوغا في تشاتانوغا، تينيسي، الولايات المتحدة.

#### سفن وقوارب
تم تسمية سفينتين من البحرية الملكية البريطانية بأطلس HMS Atlas (1860) وHMS Atlas (1782). كما تم تسمية ثلاث سفن تابعة للبحرية الأمريكية باسم أطلسUSS Atlas (SP-2171) وUSS Nahant (1862) وUSS Atlas (ARL-7).

### لغات
يطلق على مجموعة فرعية من اللغات الأمازيغية الشمالية اسم لغات الأطلس والتي يتواجد جميع متحدثيها في المغرب.

## معرض صور

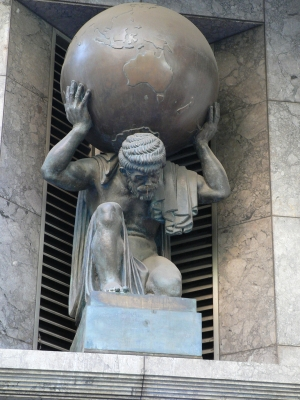
أطلس في مبنى شارع كولينز، ملبورن، أستراليا.
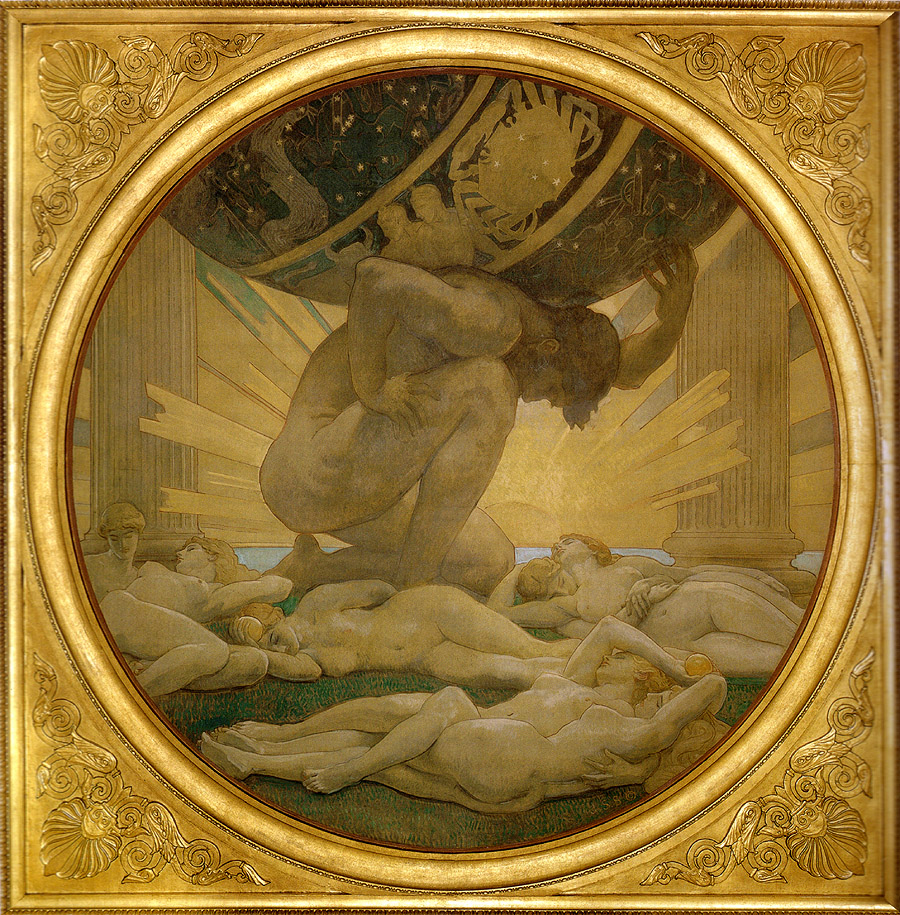
أطلس وهسبريدس لسارجنت جون (1925)
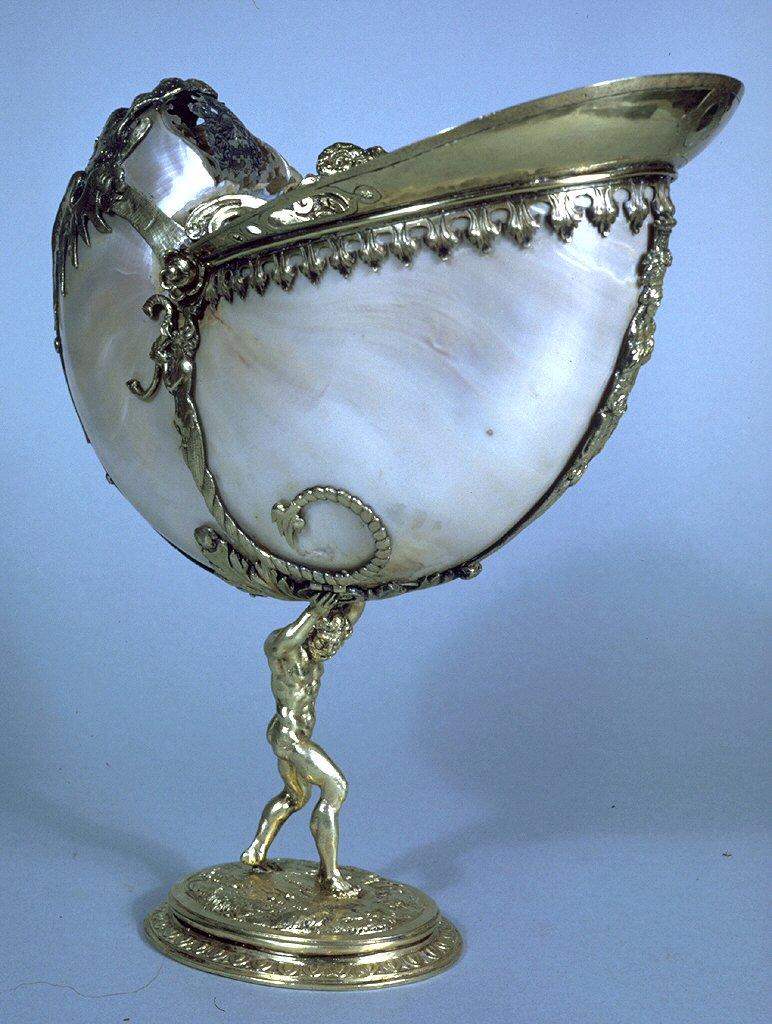
كأس نوتيلوس يصور وعاء الشرب هذا أعياد المحكمة، أطلس يمسك القشرة على ظهره متحف والترز للفنون.
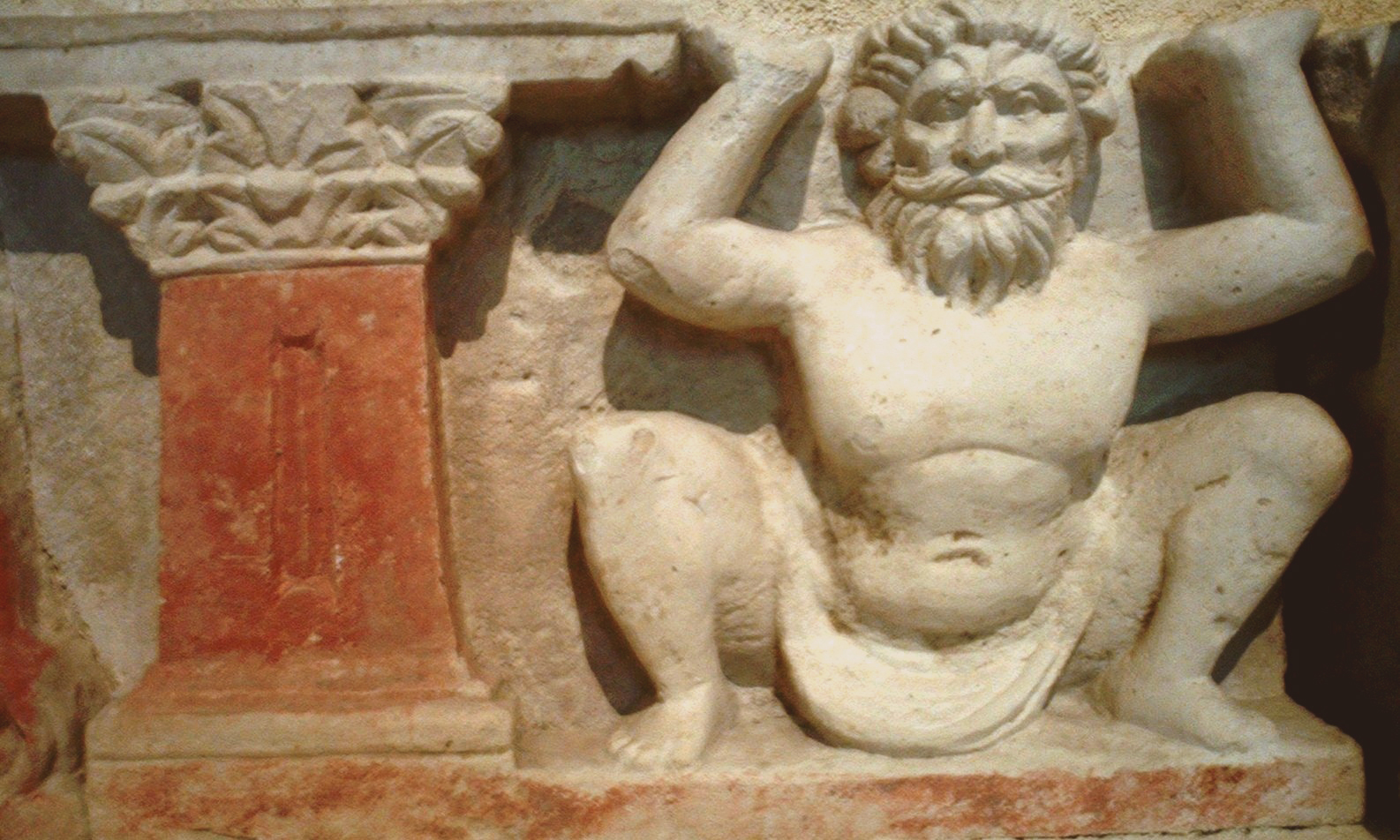
الفن اليوناني البوذي (حوالي 100 م) أطلس، يدعم نصبًا بوذيًا، حدة، أفغانستان.